# Neue Wasserkunst

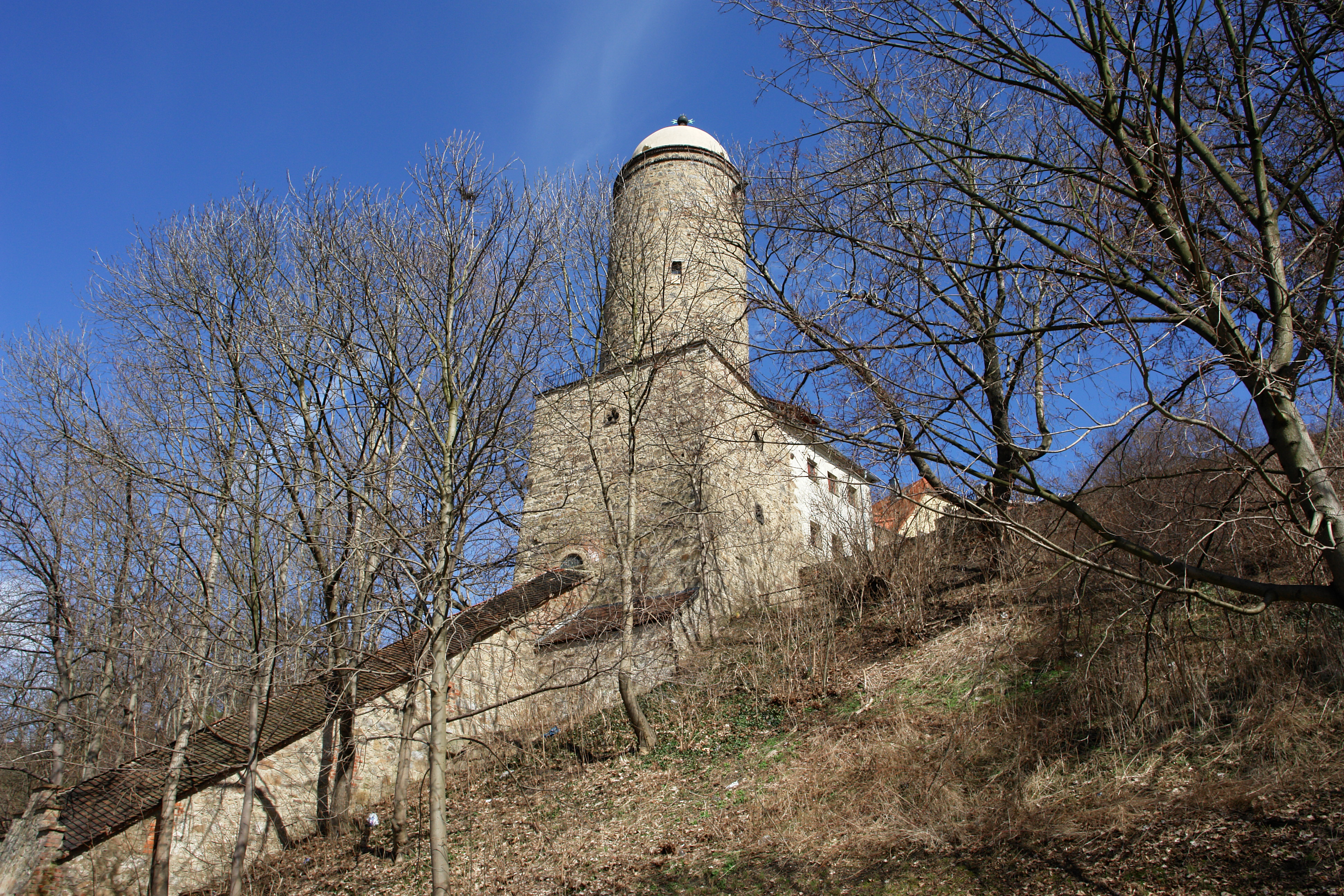
Westseite der Neuen Wasserkunst vom Spreetal aus gesehen

Die Neue Wasserkunst, sorbisch Nowa wodarnja, in Bautzen ist ebenso wie die Alte Wasserkunst eine ehemalige Anlage zur Wasserversorgung der Stadt, die auf einem Felsplateau über dem Tal der Spree gelegen ist. Das heute noch erhaltene, 1721 neu errichtete Bauwerk befindet sich im Süden der Altstadt am Aufgang aus dem Spreetal zum Neutor an der Lauenstraße.
Die bereits im 15. Jahrhundert errichtete Alte Wasserkunst konnte dem ansteigenden Wasserbedarf spätestens zu Beginn des 17. Jahrhunderts nicht mehr gerecht werden. Daher plante der Stadtrat den Bau eines zweiten Hebewerkes, auch um im Brandfall zukünftig mehr Löschwasser zur Verfügung stellen zu können. Als Bauplatz wählte man eine Stelle in der Nähe des Äußeren Lauentores aus, an der die Spree dem Steilhang des Tales besonders nahekommt. Am 24. Juli 1606 legten der Bautzener Bürgermeister Schönborn und der Baumeister Wenzel Röhrscheidt der Jüngere den Grundstein. Dahinein wurden eine Flasche rheinischen Weines sowie eine Urkunde und ein Bild des früheren Bürgermeisters Melchior Piccius gelegt.
Das an der Spree gelegene Entnahmebauwerk wurde noch 1606 fertiggestellt. Im Jahre 1607 begann man mit den Arbeiten am überdachten Röhrengang, der den Hang hinaufführt, sowie dem Turm. Im Juli 1608 ereignete sich eines Abends ein schwerer Rückschlag für den Baumeister Röhrscheidt, als gegen 21 Uhr der Turm der Wasserkunst in sich zusammenstürzte. Dabei wurden zwei Häuser in der unterhalb gelegenen Fischergasse zerstört, wobei ein 15-jähriger Junge ums Leben kam. Die Katastrophe wurde durch ein ungeeignetes Bindemittel ausgelöst. Bis zum Wintereinbruch hatte man den Turm unter der besonderen Aufsicht des Stadtrates neu errichtet und die Haube aufgesetzt.
Zwar hatte man bereits Wasserleitungen von der Neuen Wasserkunst bis zum Fleischmarkt in der Altstadt gelegt, dennoch konnte das Bauwerk erst am 2. Juli 1610 eingeweiht werden. Doch auch die weitere Geschichte des Bauwerkes ist geprägt von Katastrophen. Im Winter 1618 brannte der Turm nach dem Versuch aus, gefrorene Wasserleitungen aufzutauen. Im Jahr 1620 wurde der obere Teil des Turmes bei der Belagerung durch schwedische Truppen zerstört. In den folgenden 100 Jahren verfiel die Wasserkunst immer mehr, mehrmals brannte es dort.
Im Jahr 1721 erbaute man die Wasserkunst völlig neu, diesmal aus Stein und mit einem Kuppeldach, um sie widerstandsfähiger zu machen. In den folgenden Jahrzehnten waren ständige Reparaturarbeiten am Hebewerk und den Pumpen notwendig, 1874 installierte man an der Entnahmestation eine Dampfmaschine, um dem durch die Industrialisierung gestiegenen Wasserbedarf gerecht zu werden. Die Entwicklung der Industrie am Oberlauf der Spree hatte jedoch auch zur Folge, dass das Flusswasser immer ungenießbarer wurde und die Stadt sich nach anderen Möglichkeiten der Wasserversorgung umsah. Infolgedessen wurden mehrere Tiefbrunnen angelegt, aus denen nun die Leitungen gespeist wurden. Im Jahr 1893 wurde die Neue Wasserkunst stillgelegt. Im Jahre 1937 wurde der Turm umfangreich renoviert. 1999 begann eine erneute umfassende Sanierung, die 2000 abgeschlossen wurde.
Im Unterbau der Neuen Wasserkunst befindet sich das Neutor, das ehemals ein Teil des Äußeren Lauentores war. Mit ihrer Lage am südlichen Stadtende war die Wasserkunst neben ihrer eigentlichen Funktion auch Teil des Verteidigungssystems der Stadt am Durchgang der Frankenstraße durch das Stadttor.